# The Life of Mammals

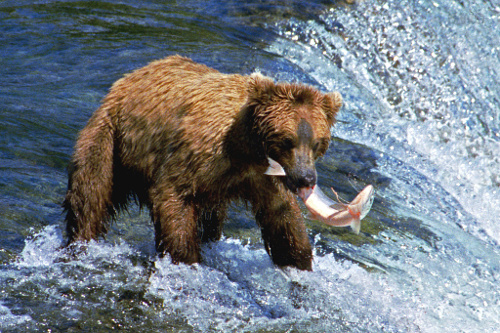
Oso pardo cazando salmones en la cima de una cascada en Katmai National Park and Preserve, Brooks Falls, Alaska, USA

The Life of Mammals, titulada en Hispanoamérica como Mamíferos, es una serie de la BBC transmitida por primera vez en el 2002. Esta miniserie conducida por David Attenborough trata sobre los mamíferos y su éxito al haber colonizado todos los rincones del planeta. La serie consta de 10 capítulos, cada uno sobre las diferentes etapas de la evolución de los mamíferos y los hábitats que comparten.

## Episodios
- Un diseño ganador: en este primer capítulo, se muestra al principio la enorme variedad de mamíferos, luego Attenbough presenta y habla sobre los monotremas, exponiendo al ornitorrinco y al equidna. Luego se ven los marsupiales de Australia y Sudamérica. En este capítulo se exponen a los numbats, los canguros y al oposum acuático
- Cazadores de insectos: luego de los marsupiales, algunos de estos evolucionaron hacia mamíferos placentarios. Este episodio muestra estos primeros placentarios como insectívoros, los cuales cazaban en la noche y se pueden encontrar hoy en día en diferentes tamaños, los hay pequeños, como la musaraña y enormes, como el oso hormiguero. En el capítulo muestra como los primeros insectívoros tenían una vida corta, y necesitaban comida con mucha frecuencia, pero luego se ven los insectívoros más grandes como el ya mencionado oso hormiguero y también el armadillo de nueve bandas. En el programa muestran también como algunos murciélagos hibernan. Al final del programa Attenborough se encuentra en Nueva Zelanda, mostrando una especie endémica de murciélago que casi no vuela, y que se parece mucho a sus ancestros parecidos a musarañas.
- Devoradores de plantas: este episodio se dedica a presentar los diversos herbívoros mamíferos que pueblan el planeta, y que habitan en muchas partes de este. Se ve al bisonte americano, cuyos machos luchan fieramente por obtener su harén de hembras. Se habla también de las tácticas de algunos herbívoros de huir de sus depredadores, como viajar en manadas o simplemente tener un gran tamaño, como el elefante. Este último es visto en cuevas con yacimientos de sal para comerla, junto a otros herbívoros como el impala y el búfalo.
- Roedores implacables: capítulo que habla de los roedores, aunque curiosamente no menciona a la rata común, aunque muestra a la ratón maicero. Se ve, al principio, al agutí, abriendo una nuez en el amazonas. también muestran a las ardillas y su increíble capacidad para determinar a que especies de árboles pertenecen bellotas prácticamente idénticas. Como los exponentes de mayor tamaño entre los roedores, el programa nos muestra a los dos roedores de mayor tamaño, ambos en Sudamérica: la mara patagónica y el capibara.
- Grandes cazadores: episodio en que se ven a las dos grandes clases de cazadores mamíferos, los caninos y los felinos. Se ven lobos, como caninos, y por los felinos se nos habla del tigre y el leopardo entre otros.
- Los buscavidas: los omnívoros, capaces de alimentarse de una gran variedad de alimentos, a esta clase de mamíferos va dedicado el programa. Sin embargo este parte mostrando a un mamífero muy especializado, el panda gigante. Con este animal como ejemplo David Attenborough nos dice que la especialización en una especie es sumamente riesgosa, pues, si sus condiciones de vida son bruscamente afectadas, es muy probable la extinción de dicha especie. Se nos muestra al mapache y al zorro rojo en estado natural, sobreviviendo gracias a su capacidad de ingerir una amplia gama de alimentos. también se los muestra viviendo en la ciudad y en zonas rurales, y como bajo estos nuevos hábitats, han logrado prosperar incluso mejor que en estado salvaje. En este episodio también se muestra a la rata común o parda, la cual es perfectamente capaz de sobrevivir en la ciudad, de preferencia en las alcantarillas.
- Habitantes del mar: una gran variedad de mamíferos habitan de forma permanente en el mar, como las ballenas, los delfínes y los manatís. El programa parte mostrando al desmán, un mamífero acuático que caza y depende del agua para sobrevivir. También se ven nutrias, tan adaptadas a la vida en el mar que incluso se aparean en el agua. No podían faltar las focas y el león marino.
- Vida en las alturas: episodio dedicado a los mamíferos arborícolas y su destreza en los árboles. En este capítulo se ven los loris, los lémures y a su depredador, la civeta de Madagascar. también nos hablan de los murciélagos frugívoros y su increíble capacidad de regeneración en la membrana de sus alas. Al final del capítulo se muestra al gibón, un simio pequeño que posee una articulación extra en la muñeca, lo que le permite rotar su mano sin mover ni su brazo ni su antebrazo.
- Trepadores en sociedad: episodio dedicado a presentar la vida y comportamiento de los monos, seres sociales que poseen la capacidad de usar herramientas simples. A pesar de que muchos monos viven en los árboles, los más numerosos y de sociedades más complejas son aquellos que viven en tierra, como los babuinos y los geladas.
- Pensar para vivir: último capítulo de Mamíferos, en el que se nos habla de los grandes simios y su capacidad de usar herramientas y su capacidad de socializar con otros miembros de su especie. La mayor parte del capítulo está dedicado a relatar la evolución tecnológica y social del hombre. En el final del episodio, Attenborough dice: "es hora de dejar de ajustar la naturaleza a nuestras necesidades, y ajustar nuestras necesidades a la naturaleza". Con esto se refiere a como el hombre, pese a su enorme capacidad cerebral está agotando de manera dramática los recursos naturales para satisfacer sus necesidades.